# Élections législatives de 1924 en Ille-et-Vilaine
Les élections législatives françaises de 1924 en Ille-et-Vilaine se déroulent le 11 mai 1924. 
Elles ont pour but d'élire les 8 députés représentant le département à la Chambre des députés pour un mandat de quatre années.

## Mode de scrutin
Le mode de scrutin est le même qu'en 1919 (loi du 12 juillet 1919), soit un système mixte, alliant scrutin proportionnel plurinominal et scrutin majoritaire plurinominal à un tour dans le cadre du département.
La seule différence pour 1924 est l'interdiction de présenter des listes incomplètes.
L'électeur peut mettre autant de noms que de sièges sur son bulletin.
Pour être élu il faut :
1. Rassembler une majorité absolue de suffrages exprimés sur son nom ;
2. Si tous les sièges ne sont pas pourvus avec la première condition, la répartition proportionnelle est mise en marche. Les sièges sont répartis au quotient, entre les différentes listes (le score d'une liste étant bien entendu égal à l'addition des voix recueillies individuellement par les candidats qui y figurent) ;
3. Les sièges non distribués au quotient sont tous attribués à la liste ayant recueilli le plus de voix.

Ce système très complexe, qui est plutôt majoritaire avec une correction proportionnelle, est décrié dès sa mise en place.

## Députés sortants
| Députés | Députés                           | Parti                                   | Fonctions lors de l'élection en 1924 |
| ------- | --------------------------------- | --------------------------------------- | --- |
|         | Albert Aubry                      | SFIO                                    | Conseiller au prud'homme de Rennes. Instituteur, Invalide de guerre.                                                                                             |
|         | Louis Deschamps                   | GRD-Répub. de gauche                    | Sous-secrétaire d’État aux P. et T., conseiller général de Rennes-Nord-Est, conseiller municipal de Rennes. Avocat à la Cour d'appel de Rennes, Croix de guerre. |
|         | Charles Guernier                  | GRD-Répub. de gauche                    | Ancien Haut-commissaire, président du Conseil général, conseiller de Cancale. Avocat, Professeur de Droit à l'Université de Lille.                               |
|         | Fernand Marçais                   | Républicain ERD                         | Ancien conseiller général de Hédé (1919-1922). Ingénieur agronome, Cultivateur, Croix de guerre.                                                                 |
|         | René Brice † (26/08/1921)         | Républicain ERD                         | Ancien président du Conseil général, conseiller de Sel-de-Bretagne. Avocat, Propriétaire agricole.                                                               |
|         | Ferdinand Baston de La Riboisière | Républicain ERD                         | Ancien sénateur (1906-1919), conseiller général et maire de Louvigné-du-Désert. Propriétaire agricole, châtelain du Château de Monthorin.                        |
|         | Gustave Poussineau                | Républicain ERD                         | 1er adjoint au maire de Dinard. Ancien Officier de cavalerie, Propriétaire agricole.                                                                             |
|         | Charles Ruellan                   | Indépendants de droite-Action française | Conseiller municipal de Paramé. Capitaine, Croix de guerre. |

## Listes candidates
| N° | Candidats | Candidats               | Parti                | Principales fonctions |
| -- | --------- | ----------------------- | -------------------- | --- |
| 01 |           | Charles Guernier *      | GRD-Répub. de gauche | Ancien Haut-commissaire, président du Conseil général, conseiller de Cancale. Avocat, Professeur de Droit à l'Université de Lille.                               |
| 02 |           | Louis Deschamps *       | GRD-Répub. de gauche | Sous-secrétaire d’État aux P. et T., conseiller général de Rennes-Nord-Est, conseiller municipal de Rennes. Avocat à la Cour d'appel de Rennes, Croix de guerre. |
| 03 |           | Émile Ferron            | Radical-socialiste   | Conseiller général d'Antrain, maire de Tremblay. Négociant en cuirs et peaux.                                                                                    |
| 04 |           | Georges Garreau         | Radical              | Ancien sénateur (1897-1906), maire de Vitré. Ancien conseiller de la Cour d'appel de Paris, Propriétaire agricole.                                               |
| 05 |           | Alphonse Gasnier-Duparc | Radical-socialiste   | Conseiller général de Saint-Malo, également maire de Saint-Malo. Avocat.                                                                                         |
| 06 |           | Constant Gendrot        | Répub. de gauche     | Conseiller général de Bécherel, maire de Miniac-sous-Bécherel. Agriculteur.                                                                                      |
| 07 |           | Émile Postel            | Radical              | Pas d'autre mandat. Instituteur, Croix de guerre. |
| 08 |           | Robert Surcouf          | Radical-socialiste   | Conseiller général de Combourg, maire de Plerguer. Armateur, Propriétaire agricole, châtelain du Haut-Mesnil.                                                    |

| N° | Candidats | Candidats                           | Parti                                   | Principales fonctions |
| -- | --------- | ----------------------------------- | --------------------------------------- | --- |
| 01 |           | Ferdinand Baston de La Riboisière * | Républicain ERD                         | Ancien sénateur (1906-1919), conseiller général et maire de Louvigné-du-Désert. Propriétaire agricole, châtelain du Château de Monthorin.            |
| 02 |           | Alexandre Lefas                     | Républicain ERD                         | Ancien député (1902-1919), conseiller général de Saint-Aubin-du-Cormier. Avocat, Professeur de Droit à l'Université de Lille, Propriétaire agricole. |
| 03 |           | Gustave Poussineau *                | Républicain ERD                         | 1er adjoint au maire de Dinard. Ancien Officier de cavalerie, Propriétaire agricole.                                                                 |
| 04 |           | Georges Bret                        | Républicain ERD                         | Conseiller général du Sel-de-Bretagne. Docteur en Droit, Propriétaire agricole.                                                                      |
| 05 |           | Olivier-François Ameline            | Républicain ERD                         | Juge au Tribunal de commerce de Saint-Malo. Négociant en Grains, Propriétaire agricole.                                                              |
| 06 |           | Armand Le Douarec                   | Républicain ERD                         | Conseiller d'arrondissement de Rennes-Nord-Est. Avoué à la Cour d'appel de Rennes, Croix de guerre.                                                  |
| 07 |           | René Marcille                       | Indépendants de droite-Action française | Vice-président de la Chambre de Commerce de Rennes. Avocat, Administrateur de Caisse d'épargne.                                                      |
| 08 |           | Édouard Thuau                       | Républicain ERD                         | Conseiller municipal de Paramé. Industriel de la Fonderie.                                                                                           |

| N° | Candidats | Candidats          | Parti | Principales fonctions |
| -- | --------- | ------------------ | ----- | --- |
| 01 |           | Albert Aubry *     | SFIO  | Conseiller au prud'homme de Rennes. Instituteur, Invalide de guerre.                                                          |
| 02 |           | Eugène Quessot     | SFIO  | Conseiller général de Rennes-Sud-Est, conseiller municipal de Rennes. Ajusteur aux Chemins de fer de l’État.                  |
| 03 |           | Charles Bougot     | SFIO  | Adjoint au maire de Rennes, président ouvrier du Conseil de prud'hommes de Rennes. Inspecteur du Travail, Invalide de guerre. |
| 04 |           | Jean-Marie Chauvel | SFIO  | Conseiller municipal de Saint-Méloir-des-Ondes. Agriculteur.                                                                  |
| 05 |           | Victor Fritz       | SFIO  | Secrétaire de la fédération socialiste. Typographe aux Imprimeries Réunies.                                                   |
| 06 |           | Henri Lepouriel    | SFIO  | Ancien conseiller municipal de Fougères. Directeur de magasin coopératif.                                                     |
| 07 |           | Léon Rauch         | SFIO  | Conseiller municipal de Rennes. Petit industriel fourreur à Vitré, Croix de guerre.                                           |
| 08 |           | Albert Vibert      | SFIO  | Vice-président de la section de Redon de la LDH. Agriculteur, ancien Métallurgiste.                                           |

| N° | Candidats | Candidats        | Parti   | Principales fonctions |
| -- | --------- | ---------------- | ------- | --- |
| 01 |           | Louis Boudet     | PC-SFIC | Trésorier et administrateur des journaux de la Fédération communiste, La Voix communiste et La Bretagne communiste. Coupeur en chaussures à Fougères. |
| 02 |           | Maurice Bachelet | PC-SFIC | Garnisseur aux Chemins de fer de l’État à Rennes. |
| 03 |           | Jean Beaugeais   | PC-SFIC | Ouvrier vannier à Rennes, ancien agriculteur. |
| 04 |           | Frédéric Damy    | PC-SFIC | Délégué du syndicat de l’Ameublement de Fougères. Ébéniste.                                                                                           |
| 05 |           | Henri Dubois     | PC-SFIC | Secrétaire adjoint de la 9e Entente des Jeunesses communistes. Ouvrier sculpteur à Fougères.                                                          |
| 06 |           | Paul Glémot      | PC-SFIC | Responsable au CGTU des cheminots. Employé aux Chemins de fer de l’État à Rennes.                                                                     |
| 07 |           | Joseph Lemarié   | PC-SFIC | Secrétaire de la CGTU du Bâtiment de Fougères. Ouvrier en chaussures à Laignelet.                                                                     |
| 08 |           | Marcel Perdereau | PC-SFIC | Employé aux Chemins de fer de l’État à Montauban-de-Bretagne.                                                                                         |

## Résultats

### Par listes
| Listes         | Listes                                                                        | Premier tour   | Premier tour | Premier tour | Sièges |
| Listes         | Listes                                                                        | Voix           | Moyenne      | %            | Sièges |
| -------------- | ----------------------------------------------------------------------------- | -------------- | ------------ | ------------ | ------ |
|                | Liste d'Union Républicaine et de Concorde Nationale (Répub. ERD - Action fr.) | 521 547        | 65 193       | 53,48        | 8      |
|                | Liste de Concentration Républicaine (Rad-soc - Répub. Rad - Répub. G)         | 247 371        | 30 921       | 25,37        | 0      |
|                | Liste de la Fédération Socialiste (SFIO)                                      | 161 607        | 20 201       | 16,57        | 0      |
|                | Liste du Bloc Ouvrier et Paysan (PC-SFIC)                                     | 16 092         | 2 011        | 1,65         | 0      |
|                |                                                                               |                |              |              |        |
| Inscrits       | Inscrits                                                                      | Inscrits       | 150 528      | 100,00       | 8      |
| Votants        | Votants                                                                       | Votants        | 124 444      | 82,67        |        |
| Abstentions    | Abstentions                                                                   | Abstentions    | 26 084       | 17,33        |        |
| Blancs et nuls | Blancs et nuls                                                                | Blancs et nuls | 2 541        | 2,04         |        |
| Exprimés       | Exprimés                                                                      | Exprimés       | 121 903      | 97,96        |        |

### Par candidats
| Candidat et groupe politique | Candidat et groupe politique        | Candidat et groupe politique | Premier tour | Premier tour |
| Candidat et groupe politique | Candidat et groupe politique        | Candidat et groupe politique | Voix         | %            |
| ---------------------------- | ----------------------------------- | ---------------------------- | ------------ | ------------ |
|                              | Alexandre Lefas                     | Répub. ERD                   | 66 528       | 54,58        |
|                              | Ferdinand Baston de La Riboisière * | Répub. ERD                   | 65 626       | 53,85        |
|                              | Armand Le Douarec                   | Répub. ERD                   | 65 616       | 53,83        |
|                              | Georges Bret                        | Répub. ERD                   | 65 032       | 53,35        |
|                              | Olivier-François Ameline            | Répub. ERD                   | 64 969       | 53,30        |
|                              | Gustave Poussineau *                | Répub. ERD                   | 64 938       | 53,27        |
|                              | René Marcille                       | Action française             | 64 819       | 53,17        |
|                              | Édouard Thuau                       | Répub. ERD                   | 64 019       | 52,52        |
|                              |                                     |                              |              |              |
|                              | Charles Guernier *                  | Gauche rad.- PRDS            | 32 168       | 26,39        |
|                              | Alphonse Gasnier-Duparc             | Radical-socialiste           | 31 723       | 26,02        |
|                              | Louis Deschamps *                   | Gauche rad.- PRDS            | 31 699       | 26,00        |
|                              | Georges Garreau                     | Radical                      | 30 746       | 25,22        |
|                              | Robert Surcouf                      | Radical-socialiste           | 30 618       | 25,12        |
|                              | Constant Gendrot                    | Répub. de gauche             | 30 312       | 24,87        |
|                              | Émile Postel                        | Radical                      | 30 115       | 24,70        |
|                              | Émile Ferron                        | Radical-socialiste           | 29 990       | 24,60        |
|                              |                                     |                              |              |              |
|                              | Albert Aubry *                      | SFIO                         | 23 745       | 19,48        |
|                              | Eugène Quessot                      | SFIO                         | 20 806       | 17,07        |
|                              | Charles Bougot                      | SFIO                         | 20 094       | 16,48        |
|                              | Henri Lepouriel                     | SFIO                         | 19 513       | 16,01        |
|                              | Jean-Marie Chauvel                  | SFIO                         | 19 499       | 16,00        |
|                              | Victor Fritz                        | SFIO                         | 19 409       | 15,92        |
|                              | Léon Rauch                          | SFIO                         | 19 319       | 15,85        |
|                              | Albert Vibert                       | SFIO                         | 19 222       | 15,77        |
|                              |                                     |                              |              |              |
|                              | Louis Boudet                        | PC-SFIC                      | 2 096        | 1,72         |
|                              | Frédéric Damy                       | PC-SFIC                      | 2 013        | 1,65         |
|                              | Maurice Bachelet                    | PC-SFIC                      | 2 008        | 1,65         |
|                              | Henri Dubois                        | PC-SFIC                      | 2 008        | 1,65         |
|                              | Marcel Perdereau                    | PC-SFIC                      | 1 998        | 1,64         |
|                              | Paul Glémot                         | PC-SFIC                      | 1 997        | 1,64         |
|                              | Jean Beaugeais                      | PC-SFIC                      | 1 994        | 1,64         |
|                              | Joseph Lemarié                      | PC-SFIC                      | 1 984        | 1,63         |
|                              |                                     |                              |              |              |
| Inscrits                     | Inscrits                            | Inscrits                     | 150 528      | 100,00       |
| Votants                      | Votants                             | Votants                      | 124 444      | 82,67        |
| Abstentions                  | Abstentions                         | Abstentions                  | 26 084       | 17,33        |
| Blancs et nuls               | Blancs et nuls                      | Blancs et nuls               | 2 541        | 2,04         |
| Exprimés                     | Exprimés                            | Exprimés                     | 121 903      | 97,96        |

## Députés élus
| Députés | Députés                             | Parti                                   | Fonctions lors de l'élection en 1924 |
| ------- | ----------------------------------- | --------------------------------------- | --- |
|         | Ferdinand Baston de La Riboisière * | Républicain ERD                         | Ancien sénateur (1906-1919), conseiller général et maire de Louvigné-du-Désert. Propriétaire agricole, châtelain du Château de Monthorin.            |
|         | Alexandre Lefas                     | Républicain ERD                         | Ancien député (1902-1919), conseiller général de Saint-Aubin-du-Cormier. Avocat, Professeur de Droit à l'Université de Lille, Propriétaire agricole. |
|         | Gustave Poussineau *                | Républicain ERD                         | 1er adjoint au maire de Dinard. Ancien Officier de cavalerie, Propriétaire agricole.                                                                 |
|         | Georges Bret                        | Républicain ERD                         | Conseiller général du Sel-de-Bretagne. Docteur en Droit, Propriétaire agricole.                                                                      |
|         | Olivier-François Ameline            | Républicain ERD                         | Juge au Tribunal de commerce de Saint-Malo. Négociant en Grains, Propriétaire agricole.                                                              |
|         | Armand Le Douarec                   | Républicain ERD                         | Conseiller d'arrondissement de Rennes-Nord-Est. Avoué à la Cour d'appel de Rennes, Croix de guerre.                                                  |
|         | René Marcille                       | Indépendants de droite-Action française | Vice-président de la Chambre de Commerce de Rennes. Avocat, Administrateur de Caisse d'épargne.                                                      |
|         | Édouard Thuau                       | Républicain ERD                         | Conseiller municipal de Paramé. Industriel de la Fonderie.                                                                                           |